# Kurt Meyer (Metallurg)
Kurt Meyer (* 5. August 1911 in Püttlingen/Saar; † 20. Juli 1989 in Frankfurt am Main) war ein deutscher Metallurge und Industriemanager.  Er wurde durch seine Arbeiten zur Aufbereitung und Agglomeration von Eisenerzen bekannt.
Kurt Meyer absolvierte ein naturwissenschaftliches Studium an der Goethe-Universität in Frankfurt am Main, das er 1935/36 als Diplomchemiker und 1937 mit einer Promotion zum Dr. phil.nat. abschloss. 1938 trat er in die Lurgi Chemie- und Hüttentechnik GmbH in Frankfurt am Main ein. Seit 1965 war er stellvertretender Direktor, ab 1967 Direktor der Forschungsabteilung.
1968 beendete er seine zweite Promotion an der Rheinisch-Westfälischen Technischen Hochschule in Aachen mit dem Titel „Die Herstellung und EIgenschaften gangartarmer Eisenerzpellets unter Zusatz von Eisenschwamm“.
Ab 1969 gehörte Meyer der Geschäftsführung aller Lurgi-Gesellschaften an.
Sein 1980 veröffentlichtes Buch „Pelletizing of Iron Ores“ ist bis heute das Standardwerk zur Pelletierung von Eisenerzen.

## Werke
- Kurt Meyer: Pelletizing of Iron Ores. Springer Verlag Stahleisen, Berlin/Heidelberg 1980, ISBN 3-540-10215-9.